# Les Grandes-Chapelles

Les Grandes-Chapelles este o comună în departamentul Aube din nord-estul Franței. În 1 ianuarie 2022 avea o populație de 398 de locuitori.